# 卫哲治
衛哲治（?—?），字我愚。濟源（今屬河南）人。
雍正七年，以貢生資格參加廷試，成績優異，發江南委用，乾隆七年升任海州知州，為官清廉，愛民如子。歷任山東布政使、安徽巡撫、工部尚書等職。曾合纂《淮安府志》32卷。

## 延伸阅读
[在维基数据编辑]
 《清史稿·卷309》，出自趙爾巽《清史稿》